# Puglianello
Puglianello község (comune) Olaszország Campania régiójában, Benevento megyében.

## Fekvése
A megye nyugati részén fekszik, 45 km-re északkeletre Nápolytól, 30 km-re északnyugatra a megyeszékhelytől. Határai: Amorosi, Faicchio, Ruviano és San Salvatore Telesino.

## Története
A település ősét valószínűleg a Sulla által elpusztított szamnisz város, Telesia lakosai alapították. Első említése a normann időkből származik. A következő századokban nemesi birtok volt. A 19. században nyerte el önállóságát, amikor a Nápolyi Királyságban felszámolták a feudalizmust.

## Népessége
A népesség számának alakulása:

## Főbb látnivalói
- San Giacomo Apostolo-templom